# Брасла (приток Гауи)
Бра́сла (латыш. Brasla) — река в Латвии, течёт по территории Цесисского, Лимбажского и Сигулдского краёв. Правый приток нижнего течения Гауи.
Длина — 70 км (по другим данным — 69 км). Начинается около болота Аншпуру, на высоте 96,8 м над уровнем моря, восточнее Поциемса в Катварской волости. В верхнем течении сообщается с озером Катвару. Устье Браслы находится на высоте 15 м над уровнем моря, в 74 км по правому берегу Гауи, на границе Кримулдской и Страупской волостей. Площадь водосборного бассейна — 544 км². Объём годового стока — 0,197 км³.
Основные притоки:
- правые: Набе, Югла;
- левые: Иесала, Енцелис, Дивупе, Личупите[6].